# Кяров, Анатолий Султанович
Анато́лий Султа́нович Кя́ров (10 ноября 1957, Нальчик, Кабардино-Балкария, СССР — 12 января 2008, Нальчик, похоронен в Чегеме, Кабардино-Балкария, Россия) — полковник милиции, Герой Российской Федерации (2008, посмертно). Начальник Управления по борьбе с организованной преступностью Министерства внутренних дел Кабардино-Балкарской республики.

## Биография
Родился в 1957 году в Нальчике. Кабардинец. Окончил среднюю школу в Нальчике в 1974 году, после чего поступил на факультет физического воспитания Кабардино-Балкарского государственного университета, который окончил в 1979 году.
В 1981 году поступил на службу в органы Министерства внутренних дел СССР. Служил оперуполномоченным районного отдела внутренних дел Нальчика, после был начальником угрозыска райотдела милиции и городского ОВД Нальчика. В 1990 году окончил Академию МВД СССР.
С 1992 года служил в Управлении по борьбе с организованной преступностью (УБОП) при МВД Кабардино-Балкарии, занимал оперативные и командные должности. С 1999 года — заместитель начальника УБОП при МВД Кабардино-Балкарской республики, курировал вопросы борьбы с бандитизмом, терроризмом и религиозным экстремизмом, принимал личное участие в операциях по задержанию боевиков и вооруженных преступников, организовал явку с повинной нескольких участников ваххабитского джамаата «Ярмук».
28 октября 2004 года пережил покушение: во дворе его дома в момент возвращения с работы произошёл подрыв устройства с дистанционным управлением, но Кяров и члены его семьи не пострадали. Покушение связывали с гибелью 26-летнего жителя посёлка Хасанья Расула Цакоева, скончавшегося после побоев в УБОПе, родственники погибшего обвиняли в его смерти Кярова. С тех пор у дома полковника постоянно дежурили милиционеры, а сам он передвигался только в сопровождении охраны.
7 июля 2005 года назначен начальником Управления по борьбе с организованной преступностью МВД Кабардино-Балкарской республики. 13-14 октября 2005 года принимал участие в отражении нападения боевиков на Нальчик, в ноябре 2006 года в Кремле президент Владимир Путин лично вручил полковнику Кярову орден Мужества.
Вечером 12 января 2008 года в Нальчике при выезде по адресу Шогенцукова, 25 автомобиль «Шевроле-Нива», в котором находились Кяров и трое его подчинённых из УБОП, был атакован террористами, которые произвели около 70 выстрелов из автоматов Калашникова калибров 5,45 и 7,62 мм. Полковник вступил в бой, прикрывал огнём из табельного оружия эвакуацию сотрудников из повреждённого автомобиля. Скончался по пути в больницу от попадания пули в голову (по другим данным — от множественных ранений). Также был убит уполномоченный отряда спецназначения УБОПа лейтенант Альберт Рахаев (двое других подчинённых Кярова остались в живых). Нападавшие же, закончив стрельбу, по свидетельству жильцов дома, скрылись на машине ВАЗ-2110. В республике был введен в действие план «Перехват», однако результатов он не дал.
Похоронен в городе Чегем (Кабардино-Балкарская Республика). В последний путь его провожали более тысячи человек, в том числе президент Кабардино-Балкарии Арсен Каноков, депутаты республиканского парламента и руководители МВД КБР.
Указом Президента Российской Федерации от 9 апреля 2008 года за мужество и героизм, проявленные при выполнении служебного долга полковнику милиции Кярову Анатолию Султановичу посмертно присвоено звание Героя Российской Федерации с вручением медали «Золотая звезда» (Медаль № 907).

## Версии мотива убийства
По главной версии, убийство полковника Кярова связано с его работой по борьбе с экстремизмом — ваххабиты, скрывающиеся в лесах Кабардино-Балкарии, считали полковника Кярова одним из своих главных врагов.
Адвокаты, защищающие обвиняемых по делу о нападении на Нальчик, высказывают предположение, что убийство является местью недовольных проводимой Кяровым излишне жёсткой работой по противодействию экстремизму, в результате которой страдали невиновные. По словам адвокатов, убоповцы создавали так называемые «ваххабитские списки», в которых оказались десятки молодых людей, которых задерживали, избивали, а иногда и просто похищали как Расула Цакоева, которого захватили и увезли в УБОП люди в масках. Через несколько дней избитого до полусмерти Цакоева нашли на свалке (по данным Анны Политковской, он сам дополз до ближайшей бензоколонки). Цакоев умер, но перед смертью успел рассказать, что его били и пытали по указанию Анатолия Кярова. Родственники погибшего добились возбуждения уголовного дела, но в итоге расследование было приостановлено за отсутствием подозреваемых.
13 января 2008 года на сайте чеченских экстремистов «Кавказ-центр» появилась ещё одна версия — якобы полковник Кяров стал случайной жертвой, а покушение готовилось на директора ФСБ России Николая Патрушева, который, по сведениям сайта, должен был скрытно проехать по одному из маршрутов в Нальчике в рамках антитеррористических учений. Однако, по словам сотрудников ФСБ, данная версия не выдерживает никакой критики.

## Награды и память
Награждён орденом Мужества (2006), медалью ордена «За заслуги перед Отечеством» II степени с мечами (2005), медалью «За отличие в охране общественного порядка», другими медалями.
Приказом МВД России от 5 августа 2008 года навечно зачислен в списки личного состава МВД по Кабардино-Балкарской Республике.
Именем Героя названа Гимназия 4 в Нальчике, которую он окончил, а также центральная улица г. Чегем Кабардино-Балкарской Республики.
Ежегодно при содействии МВД по Кабардино-Балкарской Республике в г. Нальчик проводится турнир по настольному теннису им. А. С. Кярова.
Имя А. С. Кярова занесено на Доску Героев СССР и России на площади Согласия в г. Нальчик.